# Tears Are Falling
Singles de Kiss
Thrills in the Night
(1985) Crazy Crazy Nights
(1987)
Tears Are Falling est une chanson du groupe américain de hard rock Kiss. Tears Are Falling est une ballade écrite et composée par Paul Stanley inspirée d'une chanson de Stevie Wonder, Uptight. La couverture de l'album du single est identique à celle de l'album, simplement stylisée avec le titre du single au lieu de l'album.
La chanson se classa à la 51e position au Billboard Hot 100 le 30 novembre 1985. Le titre se classa également au Royaume-Uni à la 57e position le 9 novembre 1985.

## Clip
Un clip vidéo fut réalisé fin août, début septembre 1985 par David Mallet et tourné à Londres afin de promouvoir le single. Le clip commence par une scène avec un plan s'ouvrant sur une femme qui verse une larme puis un gros plan sur le visage de Paul Stanley, vient ensuite un plan général sur la pièce où se trouve la jeune femme et Stanley.
La femme arrache les rideaux du décor et au moment où Stanley lui fait face, il chante l'introduction de Tears Are Falling et le groupe apparait jouant sur scène. Le clip se termine sur le lieu du début du clip, avec les rideaux qui se replacent sur les fenêtres; et la pluie tombe sur la salle au moment où la femme appuie sur l'interrupteur pour la lumière.

## Liste des titres
| No | Titre                | Auteur                    | Chanteur(s)  | Durée |
| -- | -------------------- | ------------------------- | ------------ | ----- |
| A. | Tears Are Falling    | Paul Stanley              | Paul Stanley | 3:55  |
| B. | Any Way You Slice It | Gene Simmons, Howard Rice | Gene Simmons | 4:25  |

| No | Titre                   | Auteur                      | Chanteur(s)  | Durée |
| -- | ----------------------- | --------------------------- | ------------ | ----- |
| A. | Tears Are Falling       | Paul Stanley                | Paul Stanley | 3:55  |
| B. | Heaven's on Fire (live) | Paul Stanley, Desmond Child | Paul Stanley | 3:18  |

## Composition du groupe
- Paul Stanley - chants, basse (uniquement sur Tears Are Falling)
- Gene Simmons - basse
- Bruce Kulick - guitare solo
- Eric Carr - batterie